# مت مولینس
مت مولینس (انگلیسی: Matt Mullins؛ زادهٔ ۱۰ نوامبر ۱۹۸۰) یک هنرپیشه، و بدل‌کاری اهل ایالات متحده آمریکا است.